# 電気電子システム工学科
電気電子システム工学科（でんきでんししすてむこうがっか、英称： Department of Electrical and Electronic System Engineering）は、電気工学、電子工学およびシステム科学に関する分野を教育研究する大学、高等専門学校および専門学校等の学科のひとつ。

## 電気電子システム工学科を置く大学・学部
国立
- 茨城大学工学部
- 埼玉大学工学部
- 富山大学工学部

私立
- 大阪工業大学工学部
- 岡山理科大学工学部
- 中部大学工学部

高等専門学校
- 豊田高専
- 長岡高専
- 福島高専

## 電気電子システム工学科と類似する学科名称
- 電気電子工学科
- 電子システム工学科